# Bukit Sari Intan Jaya
Bukit Sari Intan Jaya is een bestuurslaag in het regentschap Indragiri Hilir van de provincie Riau, Indonesië. Bukit Sari Intan Jaya telt 573 inwoners (volkstelling 2010).